# Cyprinidae in incertae sedis
Alcuni generi e relative specie di ciprinidi sono state inserite da biologi e tassonomi in questa categoria, definita appunto incertae sedis in quanto la scienza non ha ancora stabilito come classificare in modo certo ogni specie. Proprio a causa dell'incertezza tassonimica, questo gruppo è da considerarsi in continua evoluzione, in base ai risultati di varie ricerche tassonomiche.

## Tassonomia
- Aaptosyax
- Abbottina
- Abramis
- Acanthalburnus
- Acanthobrama
- Acanthogobio
- Acapoeta
- Albulichthys
- Alburnoides
- Amblyrhynchichthys
- Anaecypris
- Ancherythroculter
- Anchicyclocheilus
- Araiocypris
- Aspiolucius
- Aspiorhynchus
- Aspius
- Atrilinea
- Aulopyge
- Ballerus
- Barbichthys
- Barbodes
- Barboides
- Barbonymus
- Barbopsis
- Belligobio
- Biwia
- Blicca
- Caecobarbus
- Caecocypris
- Candidia
- Capoeta
- Capoetobrama
- Catla
- Catlocarpio
- Chagunius
- Chelaethiops
- Chuanchia
- Coptostomabarbus
- Coreoleuciscus
- Cosmochilus
- Cyclocheilichthys
- Cyprinion
- Diplocheilichthys
- Discherodontus
- Discolabeo
- Eirmotus
- Elopichthys
- Epalzeorhynchos
- Fangfangia
- Folifer
- Gymnocypris
- Gymnodanio
- Gymnodiptychus
- Hainania
- Hampala
- Hemiculterella
- Hemigrammocapoeta
- Hemigrammocypris
- Henicorhynchus
- Herzensteinia
- Horalabiosa
- Huigobio
- Hypselobarbus
- Hypsibarbus
- Iberocypris
- Iranocypris
- Kalimantania
- Kosswigobarbus
- Ladigesocypris
- Ladislavia
- Laocypris
- Lepidopygopsis
- Leucalburnus
- Leucaspius
- Linichthys
- Lobocheilos
- Longanalus
- Longiculter
- Luciobrama
- Luciocyprinus
- Macrochirichthys
- Megarasbora
- Mekongina
- Mesogobio
- Metzia
- Mylopharyngodon
- Mystacoleucus
- Naziritor
- Neobarynotus
- Neolissochilus
- Nicholsicypris
- Nipponocypris
- Ochetobius
- Onychostoma
- Opsariichthys
- Oreoleuciscus
- Osteobrama
- Osteochilichthys
- Oxygymnocypris
- Pachychilon
- Paracanthobrama
- Parachela
- Paracrossochilus
- Paralaubuca
- Paraleucogobio
- Parapsilorhynchus
- Pararasbora
- Pararhinichthys
- Parasikukia
- Paraspinibarbus
- Parasqualidus
- Parator
- Parazacco
- Percocypris
- Phreatichthys
- Placogobio
- Platypharodon
- Platysmacheilus
- Pogobrama
- Poropuntius
- Probarbus
- Procypris
- Prolabeo
- Prolabeops
- Pseudaspius
- Pseudobrama
- Pseudohemiculter
- Pseudolaubuca
- Pseudopungtungia
- Ptychobarbus
- Pungtungia
- Puntioplites
- Rasborichthys
- Rhinogobio
- Rohtee
- Rohteichthys
- Rostrogobio
- Rutilus
- Sanagia
- Sawbwa
- Scaphiodonichthys
- Scaphognathops
- Scardinius
- Schismatorhynchos
- Schizocypris
- Schizopyge
- Schizopygopsis
- Semiplotus
- Sikukia
- Sinilabeo
- Spinibarbus
- Stypodon †
- Tampichthys
- Thynnichthys
- Tor
- Troglocyclocheilus
- Tropidophoxinellus
- Typhlobarbus
- Typhlogarra
- Varicorhinus
- Vimba
- Xenobarbus
- Xenocyprioides
- Xenophysogobio
- Yaoshanicus
- Zacco